# 서산 서광사 목조보살좌상
서산 서광사 목조보살좌상은 대한민국 충청남도 서산시 서광사에 있는 조선시대의 불상이다. 2014년 9월 1일 충청남도의 문화재자료 제421호로 지정
되었다.

## 개요
서산시 소재 서광사는 전통사찰 제41호로 대한불교 조계종 제7교구 수덕사의 말사이며 창건연대는 신라말 경순왕 2년 대경대사가 창건하였다고 전해지고 있다.
서광사 목조보살좌상은 보살상과 대좌가 하나의 나무로 제작되어 있으며 신체에 비해 얼굴은 큰 편이고 머리에는 높고 화려한 보관을 쓰고 있다. 보계는 끝이 두 가닥으로 갈라졌으며 보발은 어깨 위에서 원으로 겹치면서 묶여 짧게 늘어져 있다. 방형의 얼굴을 앞으로 숙여 구부정한 자세를 취하고 눈은 옆으로 길고 코는 뭉특하며 입은 옆으로 길면서 입술 양 끝에 작은 홈을 내어 미소를 만들었다.
수인은 양 무릎에 올려 놓은 자세인데 오른손은 엄지와 중지를 구부렸으며, 왼손은 손바닥을 위로 하여 역시 엄지와 중지를 맞대었고 착의법은 변형편단우견에 편삼을 입었는데 오른쪽 어깨에 둥글게 흘러 내린 대의자락, 무릎 밑에 펼쳐진 군의가 밑으로 흘러 내린 옷주름이 마치 문양처럼 도식적으로 표현되었다. 대좌는 2단으로 형성되었는데 2겹의 앙련 대좌와 6각으로 꺾인 기단부로 구성되어 있다.
대좌 밑에는 복장공이 있는데 현재 중요한 복장물은 거의 남아있지 않으며 대부분은 나중에 다시 만들어 다시 복장한 것으로 내부는 현재 다라니를 찍은 종이로 발라져 있어 내부를 확인하기 어렵지만 전체가 하나의 나무로 제작된 것으로 추정된다. 다만 불상 내부에 작은 철심이 하나 확인되어 정확한 제작기법은 알기 어렵다.
서광사 목조보살좌상은 얼굴이 크고 무릎이 높은 비례감에 방형의 큰 얼굴 그리고 무릎에서 직선으로 흘러 내리는 균일한 옷주름이 특징으로 비교 작품으로는 1711년 여찬이 제작한 충청북도 《영동 영국사 목조보살좌상》과 상의 비례라든지 얼굴 표정, 옷주름의 표현 기법 등에서 유사하다. 따라서 서광사 목조보살좌상은 조각승을 여찬으로 단정하기는 어렵지만 18세기 전반경에 제작되었을 것으로 추정된다.

## 지정 사유
서광사 목조보살좌상은 복장물과 발원문은 없지만 18세기 전반경의 제작시기의 추정이 가능하고 보존상태가 양호하며 조형성 및 예술성이 높아 충청남도 문화재자료로 지정한다.

## 참고 자료
- 서산 서광사 목조보살좌상 - 국가유산청 국가유산포털